# Puyméras
Puyméras é uma comuna francesa na região administrativa da Provença-Alpes-Costa Azul, no departamento de Vaucluse. Estende-se por uma área de 14,59 km². Em 2010 a comuna tinha 599 habitantes (densidade: 41,1 hab./km²).